# Suflí (kommunhuvudort)
Suflí är en kommunhuvudort i Spanien.   Den ligger i provinsen Provincia de Almería och regionen Andalusien, i den södra delen av landet, 400 km söder om huvudstaden Madrid. Suflí ligger 640 meter över havet och antalet invånare är 228.
Terrängen runt Suflí är lite bergig. Runt Suflí är det mycket glesbefolkat, med 5 invånare per kvadratkilometer. Närmaste större samhälle är La Mojonera, 6,7 km sydväst om Suflí. 